# Nána
Nána és un poble i municipi d'Eslovàquia que es troba a la regió de Nitra, al sud-oest del país. Compta amb una població de 1204 habitants (2022).

## Història
La primera menció escrita de la vila es remunta al 1157.

## Demografia
| Godina             | 1994 | 2004   | 2014   | 2024   |
| ------------------ | ---- | ------ | ------ | ------ |
| Nombre de persones | 1138 | 1187   | 1190   | 1188   |
| Diferència         |      | +4,30% | +0,25% | −0,16% |

| Godina             | 2023 | 2024   |
| ------------------ | ---- | ------ |
| Nombre de persones | 1198 | 1188   |
| Diferència         |      | −0,83% |